# Villadossola
Villadossola (piemontiul: Vila d'Òssola) település Olaszország Piemont régiójában. Lakosainak száma 6146 fő (2023. január 1.). Villadossola Domodossola, Pallanzeno, Borgomezzavalle, Beura-Cardezza és Montescheno községekkel határos.

## Híres emberek
- Itt született 1950-ben Rudy Rotta bluesgitáros

## Népesség
A település népességének változása:
| Lakosok száma | 6646 | 6617 | 6146 |
|               | 2017 | 2018 | 2023 |